# Falam Chin jezik
Falam Chin jezik (ISO 639-3: cfm; falam, fallam, halam, hallam chin), sinotibetski jezik kojim govori oko 121 000 ljudi, od čega 100 000 u Burmi (1991 UBS), 21 000 u Indiji (2007) i nepoznat broj u Bangladešu. Etnička grupa koja njime govori zove se Halam.
Postoje njegovi brojni dijalekti zanniat, taisun (tashon, tashom, shunkla, sunkhla), laizo (laiso, laizao, laizo-shimhrin), zahao (zahau, yahow, zahau-shimhrin, lyen-lyem), khualshim (kwelshin) i lente (lyente) u Burmi. U Indiji se govore chorei, chari chong, halam, kaipang, kalai (koloi), mursum (molsom), rupini i tapong. Chorei u Indiji i Zanniat su možda posebni jezici.
Pod imenom falam chin prije su klasificirani jezici Sakechep [sch] i falam chin s identifikatorom [flm] koji je kasnije podijeljen na falam chin [cfm] i ranglong [rnl].
Mnogi Halami govore i jezikom kok borok [trp] 

## Vanjske poveznice
- Ethnologue (15th)